# Yolanda Domínguez Rodríguez
Yolanda Domínguez Rodríguez (Madrid, 1977) és una artista visual, fotògrafa, activista, periodista i experta en comunicació espanyola.
Experta en comunicació i gènere, va estudiar Belles Arts a la Universitat Complutense de Madrid i té un màster en Art i Noves Tecnologies per la Universitat Europea de Madrid i un altre en Fotografia Contemporània per l'Escola de Fotografia EFTI, Madrid.
La seva manera de treballar consisteix a crear accions que relacionen les persones i generen comunitats que es manifesten en relació amb un conflicte. Les seves obres estan connectades amb el moviment "art d'acció", dins del qual desenvolupa temes de consciència i crítica social relacionats amb el gènere i el consum. Per mitjà de la ironia i la descontextualització com a estratègies principals, crea situacions o escenaris en els quals l'espectador es veu involucrat i pot participar. En són exemples les accions Poses, Registro, Accesorias y accesibles, Niños vs. Moda i les seves nombroses exposicions en museus d'arreu del món com ara l'Elga Wimmer Gallery de Nova York, l'Open Systems de Viena o el Rojo Artspace de Milà. La seva obra ha estat guardonada amb la beca del Ministeri de Cultura d'Espanya per la Promoció de l'Art Espanyol i l'any 2014 va obtenir una menció especial dels premis Llibertat d'Expressió conjuntament amb el diari The Guardian. Compagina la seva vida artística amb l'àmbit educatiu i periodístic, col·laborant amb diverses universitats i amb mitjans com el Huffington Post Spain, on escriu setmanalment sobre la representació de les dones als mitjans de comunicació.
Per mitjà de la ironia i la descontextualització com a estratègies principals, crea situacions o escenaris en els quals l'espectador es veu involucrat i pot participar. La seva obra té com a objectiu despertar la consciència social i donar poder a les persones a través d'accions performatives i relacionales. Aquestes accions generen petites comunitats que es manifesten respecte a un conflicte. Així, entre les seves accions, el 2008 va omplir els carrers de Madrid amb cartells en els quals una dona s'oferia a fer tot el que s'espera de l'esposa tradicional a canvi d'un estatus econòmic. Va convocar diverses blogueres a sepultar-se sota les runes a la Gran Via de Madrid per llançar una crida a la producció i el consum responsable, i en la seva darrera acció col·lectiva va mobilitzar a dones de tot Espanya perquè acudissin als Registres de la Propietat a sol·licitar la propietat del seu cos com a rebuig a l'Avantprojecte de la Llei de l'Avortament, convertint-se en un moviment nacional que va aconseguir estendre's a altres països. Les seves accions aconsegueixen impacte i repercussió dins dels mateixos canals que critiquen: la seva obra "Poses", una crítica a la representació de la dona en el món de la moda, té més d'un milió de reproduccions a YouTube i ha estat mundialment difosa en televisió, ràdio i premsa, aconseguint situar-se diverses setmanes en el top ten dels millors vídeos de moda del món. La seva acció "Accessòries i Accessibles" una crítica a l'ús del cos de la dona com a reclam visual, ha tingut un gran impacte dins del sector publicitari.
Ha estat becada pel Ministeri de Cultura d'Espanya per a la Promoció de l'Art Espanyol a l'exterior el 2010 i menció especial en els premis "Llibertat d'Expressió" al costat del guanyador diari "The Guardian" el 2014. Ha presentat el seu treball en diferents institucions i festivals com l'Escorxador Madrid, PHotoEspaña, Mullier Mullieris, JustMad, NOVA Festival de Cultura Contemporània Brasil, Feminisarte, i ha realitzat exposicions a la Galeria Serendipia de Madrid, Twin Gallery de Madrid, Rafael Pérez Hernando de Madrid, Elga Wimmer Gallery a Nova York, Foreman Gallery Oneota a Nova York, Streitfeld Projektraum a Múnic, Open Systems a Viena i Roig Artspace a Milà.
La seva tasca artística va més enllà de l'àmbit educacional, amb la col·laboració amb diferents universitats i escoles de tot el món a través de tallers i conferències. També ha col·laborat realitzant accions específiques per a diferents organismes internacionals de caràcter social com Greenpeace, Medicus Mundi i Change.org o escrivint articles per a algunes plataformes de premsa digital. És coautora del llibre "Change Marketers: l'empresa com a agent de canvi", en el qual proposa a les empreses utilitzar les imatges de forma ètica i compromesa amb la societat.